# ホランド男爵 (グレートブリテン貴族)

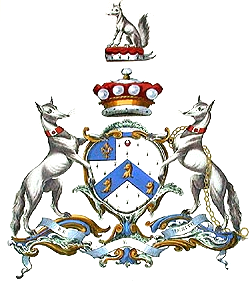
ホランド男爵フォックス家の紋章

ホランド男爵（英語: Baron Holland）は、かつて存在したグレートブリテン貴族の男爵位。
ホイッグ党の政治家ヘンリー・フォックスが1763年に叙された「フォックスリーのホランド男爵」とその妻キャロラインが1762年に叙せられた「（ホランドの）ホランド男爵」の2つがある。両爵位とも2代目以降同じ人物に継承されたが、1859年に継承者が絶えて廃絶した。

## 歴史

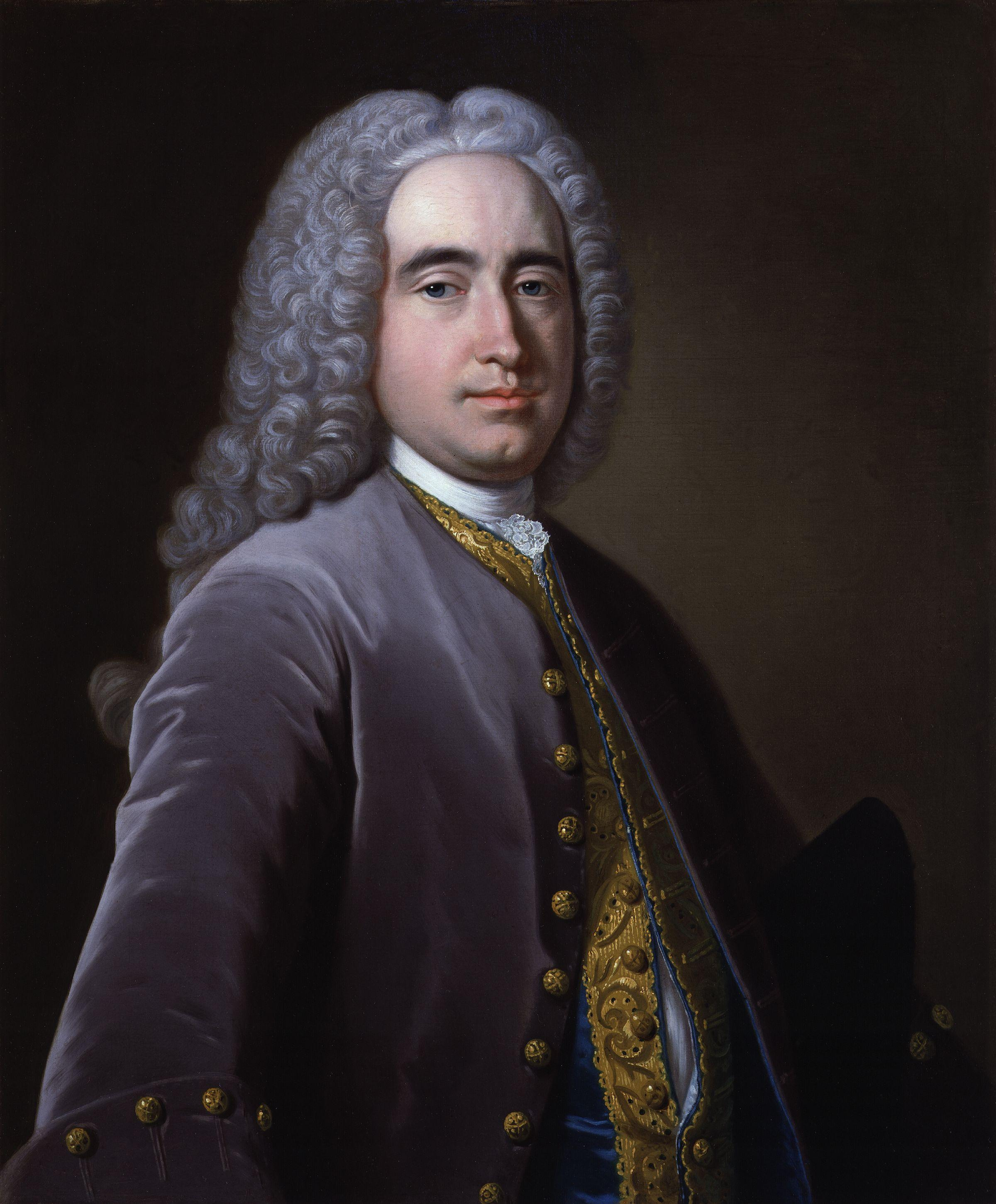
初代ホランド男爵ヘンリー・フォックス（ジョン・ギルス・エッカード画）

ヘンリー・フォックス(1705–1774)は、1735年にホイッグ党の庶民院議員に初当選して政界入りし、やがて庶民院の指導的政治家となり、大ピットと栄達を争って庶民院院内総務などの閣僚職を歴任した人物である。そして1763年4月17日にはグレートブリテン貴族爵位「ウィルトシャー州におけるフォックスリーのフォックスリーのホランド男爵（Baron Holland of Foxley, of Foxley in the County of Wiltshire）」に叙せられた。
彼が1744年に結婚した妻キャロライン(1723–1774)は、第2代リッチモンド公爵チャールズ・レノックス(1701-1750)の娘であり、彼女も夫に先立つ1762年5月3日にグレートブリテン貴族爵位「リンカーン州におけるホランドのホランド女男爵（Baroness Holland, of Holland in the County of Lincoln）」に叙せられている。
ヘンリーとキャロラインの保有する2つのホランド男爵位は夫妻が1774年7月に相次いで死去した後に長男スティーヴン・フォックス(1747–1774)に継承されたが、彼も爵位継承から間もなくして死去している。また夫妻の次男(スティーヴンの弟)であるチャールズ・ジェイムズ・フォックスはホイッグ党の中でも特に自由主義的な政治家としてイギリス政治史に名を残す人物である。
2代男爵スティーヴンの息子である3代ホランド男爵ヘンリー・フォックス(1773–1840)は、叔父チャールズの自由主義的見地を貴族院で代弁した人物で、ホイッグ党内でオールドホイッグ(旧派ホイッグ)と呼ばれる改革派・左派派閥を率いた。そのため彼が当主をしている間、ホランド男爵家の邸宅ホランド・ハウスは改革派の重要な会合場所になっていた。また彼は1800年に妻の姓を加えて「ヴァサール・フォックス（Vassall Fox）」と改姓している。
3代男爵の息子である4代男爵ヘンリー・フォックス(1802–1859)には子供がなかったため、彼の死とともに両ホランド男爵位の継承者は絶えて廃絶した。
なお初代男爵ヘンリー・フォックスの兄スティーヴン・フォックス＝ストラングウェイズ(1704-1776)は1756年にイルチェスター伯爵に叙されており、このイルチェスター伯爵家は2016年現在まで存続している。

## 歴代当主一覧

### （ホランドの）ホランド男爵 (1762年)
- 初代ホランド女男爵ジョージアナ・キャロライン・フォックス (1723–1774)
- 2代ホランド男爵スティーヴン・フォックス (1747–1774)
- 3代ホランド男爵ヘンリー・リッチモンド・ヴァサール＝フォックス (1773–1840)
- 4代ホランド男爵ヘンリー・エドワード・フォックス（英語版） (1802–1859)
  - 彼の死とともに廃絶

### フォックスリーのホランド男爵 (1763年)
- 初代ホランド男爵ヘンリー・フォックス (1705–1774)
- 2代ホランド男爵スティーヴン・フォックス (1747–1774)
- 3代ホランド男爵ヘンリー・リッチモンド・ヴァサール＝フォックス (1773–1840)
- 4代ホランド男爵ヘンリー・エドワード・フォックス（英語版） (1802–1859)
  - 彼の死とともに廃絶

## 家系図
|                                                     |                                      |                                      |                                      |                                      |                                      |                                                                              |                                                                              | | | | | | |  |  | イングランド王 チャールズ2世 (1630-1685)              |                                                      |                                                      |                                                      |                                                      |                                                      |                                                                     |                                                                     |                                                                     |                                                                     |                                                                     |                                                                     |  |  |                                                                     |                                                                     |                                                                     |                                                                     |                                                                     |                                                                     |  |  |
|                                                     |                                      |                                      |                                      |                                      |                                      |                                                                              |                                                                              | | | | | | |  |  |                                                       |                                                      |                                                      |                                                      |                                                      |                                                      |                                                                     |                                                                     |                                                                     |                                                                     |                                                                     |                                                                     |  |  |                                                                     |                                                                     |                                                                     |                                                                     |                                                                     |                                                                     |  |  |
|                                                     |                                      |                                      |                                      |                                      |                                      |                                                                              |                                                                              | | | | | | |  |  | 初代リッチモンド公 チャールズ・レノックス (1672-1723) |                                                      |                                                      |                                                      |                                                      |                                                      |                                                                     |                                                                     |                                                                     |                                                                     |                                                                     |                                                                     |  |  |                                                                     |                                                                     |                                                                     |                                                                     |                                                                     |                                                                     |  |  |
|                                                     |                                      |                                      |                                      |                                      |                                      |                                                                              |                                                                              | | | | | | |  |  |                                                       |                                                      |                                                      |                                                      |                                                      |                                                      |                                                                     |                                                                     |                                                                     |                                                                     |                                                                     |                                                                     |  |  |                                                                     |                                                                     |                                                                     |                                                                     |                                                                     |                                                                     |  |  |
| スティーヴン・フォックス (1627–1716)                | スティーヴン・フォックス (1627–1716) | スティーヴン・フォックス (1627–1716) | スティーヴン・フォックス (1627–1716) | スティーヴン・フォックス (1627–1716) | スティーヴン・フォックス (1627–1716) |                                                                              |                                                                              | | | | | | |  |  | 2代リッチモンド公 チャールズ・レノックス (1701-1750)  | 2代リッチモンド公 チャールズ・レノックス (1701-1750) | 2代リッチモンド公 チャールズ・レノックス (1701-1750) | 2代リッチモンド公 チャールズ・レノックス (1701-1750) | 2代リッチモンド公 チャールズ・レノックス (1701-1750) | 2代リッチモンド公 チャールズ・レノックス (1701-1750) |                                                                     |                                                                     |                                                                     |                                                                     |                                                                     |                                                                     |  |  |                                                                     |                                                                     |                                                                     |                                                                     |                                                                     |                                                                     |  |  |
| スティーヴン・フォックス (1627–1716)                | スティーヴン・フォックス (1627–1716) | スティーヴン・フォックス (1627–1716) | スティーヴン・フォックス (1627–1716) | スティーヴン・フォックス (1627–1716) | スティーヴン・フォックス (1627–1716) |                                                                              |                                                                              | | | | | | |  |  | 2代リッチモンド公 チャールズ・レノックス (1701-1750)  | 2代リッチモンド公 チャールズ・レノックス (1701-1750) | 2代リッチモンド公 チャールズ・レノックス (1701-1750) | 2代リッチモンド公 チャールズ・レノックス (1701-1750) | 2代リッチモンド公 チャールズ・レノックス (1701-1750) | 2代リッチモンド公 チャールズ・レノックス (1701-1750) |                                                                     |                                                                     |                                                                     |                                                                     |                                                                     |                                                                     |  |  |                                                                     |                                                                     |                                                                     |                                                                     |                                                                     |                                                                     |  |  |
|                                                     |                                      |                                      |                                      |                                      |                                      |                                                                              |                                                                              | | | | | | |  |  |                                                       |                                                      |                                                      |                                                      |                                                      |                                                      |                                                                     |                                                                     |                                                                     |                                                                     |                                                                     |                                                                     |  |  |                                                                     |                                                                     |                                                                     |                                                                     |                                                                     |                                                                     |  |  |
| イルチェスター伯爵, 1756年                          | イルチェスター伯爵, 1756年           | イルチェスター伯爵, 1756年           | イルチェスター伯爵, 1756年           | イルチェスター伯爵, 1756年           | イルチェスター伯爵, 1756年           |                                                                              |                                                                              | フォックスリーのホランド男爵, 1763年                                                                       | フォックスリーのホランド男爵, 1763年                                                               | フォックスリーのホランド男爵, 1763年                                                               | フォックスリーのホランド男爵, 1763年                                                               | フォックスリーのホランド男爵, 1763年                                                               | フォックスリーのホランド男爵, 1763年                                                               |  |  | ホランドのホランド女男爵, 1762年                      | ホランドのホランド女男爵, 1762年                     | ホランドのホランド女男爵, 1762年                     | ホランドのホランド女男爵, 1762年                     | ホランドのホランド女男爵, 1762年                     | ホランドのホランド女男爵, 1762年                     |                                                                     |                                                                     |                                                                     |                                                                     |                                                                     |                                                                     |  |  |                                                                     |                                                                     |                                                                     |                                                                     |                                                                     |                                                                     |  |  |
| イルチェスター伯爵, 1756年                          | イルチェスター伯爵, 1756年           | イルチェスター伯爵, 1756年           | イルチェスター伯爵, 1756年           | イルチェスター伯爵, 1756年           | イルチェスター伯爵, 1756年           | 初代イルチェスター伯 スティーヴン フォックス＝ストラングウェイズ (1704–1776) | 初代イルチェスター伯 スティーヴン フォックス＝ストラングウェイズ (1704–1776) | 初代イルチェスター伯 スティーヴン フォックス＝ストラングウェイズ (1704–1776)                               | 初代イルチェスター伯 スティーヴン フォックス＝ストラングウェイズ (1704–1776)                       | 初代イルチェスター伯 スティーヴン フォックス＝ストラングウェイズ (1704–1776)                       | 初代イルチェスター伯 スティーヴン フォックス＝ストラングウェイズ (1704–1776)                       | フォックスリーのホランド男爵, 1763年                                                               | フォックスリーのホランド男爵, 1763年                                                               |  |  | ホランドのホランド女男爵, 1762年                      | ホランドのホランド女男爵, 1762年                     | ホランドのホランド女男爵, 1762年                     | ホランドのホランド女男爵, 1762年                     | ホランドのホランド女男爵, 1762年                     | ホランドのホランド女男爵, 1762年                     | (フォックスリーの)初代ホランド男爵 ヘンリー・フォックス (1705-1774) | (フォックスリーの)初代ホランド男爵 ヘンリー・フォックス (1705-1774) | (フォックスリーの)初代ホランド男爵 ヘンリー・フォックス (1705-1774) | (フォックスリーの)初代ホランド男爵 ヘンリー・フォックス (1705-1774) | (フォックスリーの)初代ホランド男爵 ヘンリー・フォックス (1705-1774) | (フォックスリーの)初代ホランド男爵 ヘンリー・フォックス (1705-1774) |  |  | (ホランドの)初代ホランド女男爵 キャロライン・フォックス (1723-1774) | (ホランドの)初代ホランド女男爵 キャロライン・フォックス (1723-1774) | (ホランドの)初代ホランド女男爵 キャロライン・フォックス (1723-1774) | (ホランドの)初代ホランド女男爵 キャロライン・フォックス (1723-1774) | (ホランドの)初代ホランド女男爵 キャロライン・フォックス (1723-1774) | (ホランドの)初代ホランド女男爵 キャロライン・フォックス (1723-1774) |  |  |
|                                                     |                                      |                                      |                                      |                                      |                                      | 初代イルチェスター伯 スティーヴン フォックス＝ストラングウェイズ (1704–1776) | 初代イルチェスター伯 スティーヴン フォックス＝ストラングウェイズ (1704–1776) | 初代イルチェスター伯 スティーヴン フォックス＝ストラングウェイズ (1704–1776)                               | 初代イルチェスター伯 スティーヴン フォックス＝ストラングウェイズ (1704–1776)                       | 初代イルチェスター伯 スティーヴン フォックス＝ストラングウェイズ (1704–1776)                       | 初代イルチェスター伯 スティーヴン フォックス＝ストラングウェイズ (1704–1776)                       | | |  |  |                                                       |                                                      |                                                      |                                                      |                                                      |                                                      | (フォックスリーの)初代ホランド男爵 ヘンリー・フォックス (1705-1774) | (フォックスリーの)初代ホランド男爵 ヘンリー・フォックス (1705-1774) | (フォックスリーの)初代ホランド男爵 ヘンリー・フォックス (1705-1774) | (フォックスリーの)初代ホランド男爵 ヘンリー・フォックス (1705-1774) | (フォックスリーの)初代ホランド男爵 ヘンリー・フォックス (1705-1774) | (フォックスリーの)初代ホランド男爵 ヘンリー・フォックス (1705-1774) |  |  | (ホランドの)初代ホランド女男爵 キャロライン・フォックス (1723-1774) | (ホランドの)初代ホランド女男爵 キャロライン・フォックス (1723-1774) | (ホランドの)初代ホランド女男爵 キャロライン・フォックス (1723-1774) | (ホランドの)初代ホランド女男爵 キャロライン・フォックス (1723-1774) | (ホランドの)初代ホランド女男爵 キャロライン・フォックス (1723-1774) | (ホランドの)初代ホランド女男爵 キャロライン・フォックス (1723-1774) |  |  |
|                                                     |                                      |                                      |                                      |                                      |                                      |                                                                              |                                                                              | | | | | | |  |  |                                                       |                                                      |                                                      |                                                      |                                                      |                                                      |                                                                     |                                                                     |                                                                     |                                                                     |                                                                     |                                                                     |  |  |                                                                     |                                                                     |                                                                     |                                                                     |                                                                     |                                                                     |  |  |
| イルチェスター伯 フォックス＝ストラングウェイズ家へ |                                      |                                      |                                      |                                      |                                      |                                                                              |                                                                              | | | | | | |  |  |                                                       |                                                      |                                                      |                                                      |                                                      |                                                      |                                                                     |                                                                     |                                                                     |                                                                     |                                                                     |                                                                     |  |  |                                                                     |                                                                     |                                                                     |                                                                     |                                                                     |                                                                     |  |  |
|                                                     |                                      |                                      |                                      |                                      |                                      |                                                                              |                                                                              | | | | | | |  |  |                                                       |                                                      |                                                      |                                                      |                                                      |                                                      |                                                                     |                                                                     |                                                                     |                                                                     |                                                                     |                                                                     |  |  |                                                                     |                                                                     |                                                                     |                                                                     |                                                                     |                                                                     |  |  |
|                                                     |                                      |                                      |                                      |                                      |                                      |                                                                              |                                                                              | (ホランドの)2代ホランド男爵 (フォックスリーの)2代ホランド男爵 スティーヴン・フォックス (1747-1774)         | (ホランドの)2代ホランド男爵 (フォックスリーの)2代ホランド男爵 スティーヴン・フォックス (1747-1774) | (ホランドの)2代ホランド男爵 (フォックスリーの)2代ホランド男爵 スティーヴン・フォックス (1747-1774) | (ホランドの)2代ホランド男爵 (フォックスリーの)2代ホランド男爵 スティーヴン・フォックス (1747-1774) | (ホランドの)2代ホランド男爵 (フォックスリーの)2代ホランド男爵 スティーヴン・フォックス (1747-1774) | (ホランドの)2代ホランド男爵 (フォックスリーの)2代ホランド男爵 スティーヴン・フォックス (1747-1774) |  |  | チャールズ・フォックス (1749-1806)                    | チャールズ・フォックス (1749-1806)                   | チャールズ・フォックス (1749-1806)                   | チャールズ・フォックス (1749-1806)                   | チャールズ・フォックス (1749-1806)                   | チャールズ・フォックス (1749-1806)                   |                                                                     |                                                                     |                                                                     |                                                                     |                                                                     |                                                                     |  |  |                                                                     |                                                                     |                                                                     |                                                                     |                                                                     |                                                                     |  |  |
|                                                     |                                      |                                      |                                      |                                      |                                      |                                                                              |                                                                              | (ホランドの)2代ホランド男爵 (フォックスリーの)2代ホランド男爵 スティーヴン・フォックス (1747-1774)         | (ホランドの)2代ホランド男爵 (フォックスリーの)2代ホランド男爵 スティーヴン・フォックス (1747-1774) | (ホランドの)2代ホランド男爵 (フォックスリーの)2代ホランド男爵 スティーヴン・フォックス (1747-1774) | (ホランドの)2代ホランド男爵 (フォックスリーの)2代ホランド男爵 スティーヴン・フォックス (1747-1774) | (ホランドの)2代ホランド男爵 (フォックスリーの)2代ホランド男爵 スティーヴン・フォックス (1747-1774) | (ホランドの)2代ホランド男爵 (フォックスリーの)2代ホランド男爵 スティーヴン・フォックス (1747-1774) |  |  | チャールズ・フォックス (1749-1806)                    | チャールズ・フォックス (1749-1806)                   | チャールズ・フォックス (1749-1806)                   | チャールズ・フォックス (1749-1806)                   | チャールズ・フォックス (1749-1806)                   | チャールズ・フォックス (1749-1806)                   |                                                                     |                                                                     |                                                                     |                                                                     |                                                                     |                                                                     |  |  |                                                                     |                                                                     |                                                                     |                                                                     |                                                                     |                                                                     |  |  |
|                                                     |                                      |                                      |                                      |                                      |                                      |                                                                              |                                                                              | (ホランドの)3代ホランド男爵 (フォックスリーの)3代ホランド男爵 ヘンリー・ヴァサール＝フォックス (1773-1840) | | | | | |  |  |                                                       |                                                      |                                                      |                                                      |                                                      |                                                      |                                                                     |                                                                     |                                                                     |                                                                     |                                                                     |                                                                     |  |  |                                                                     |                                                                     |                                                                     |                                                                     |                                                                     |                                                                     |  |  |
|                                                     |                                      |                                      |                                      |                                      |                                      |                                                                              |                                                                              | | | | | | |  |  |                                                       |                                                      |                                                      |                                                      |                                                      |                                                      |                                                                     |                                                                     |                                                                     |                                                                     |                                                                     |                                                                     |  |  |                                                                     |                                                                     |                                                                     |                                                                     |                                                                     |                                                                     |  |  |
|                                                     |                                      |                                      |                                      |                                      |                                      |                                                                              |                                                                              | (ホランドの)4代ホランド男爵 (フォックスリーの)4代ホランド男爵 ヘンリー・フォックス (1802–1859)             | | | | | |  |  |                                                       |                                                      |                                                      |                                                      |                                                      |                                                      |                                                                     |                                                                     |                                                                     |                                                                     |                                                                     |                                                                     |  |  |                                                                     |                                                                     |                                                                     |                                                                     |                                                                     |                                                                     |  |  |
|                                                     |                                      |                                      |                                      |                                      |                                      |                                                                              |                                                                              | 爵位廃絶                                                                                                   | | | | | |  |  |                                                       |                                                      |                                                      |                                                      |                                                      |                                                      |                                                                     |                                                                     |                                                                     |                                                                     |                                                                     |                                                                     |  |  |                                                                     |                                                                     |                                                                     |                                                                     |                                                                     |                                                                     |  |  |